# Allosauridae
Allosauridae ("alosaurovití") je dávno vyhynulá čeleď masožravých dinosaurů (teropodů), kterou stanovil již americký paleontolog Othniel Charles Marsh v roce 1878. V současné době lze k ní zařadit s jistotou jen rody Allosaurus a Saurophaganax, ostatní představují vědecky nejistá jména (potenciálně neplatné taxony).

## Popis

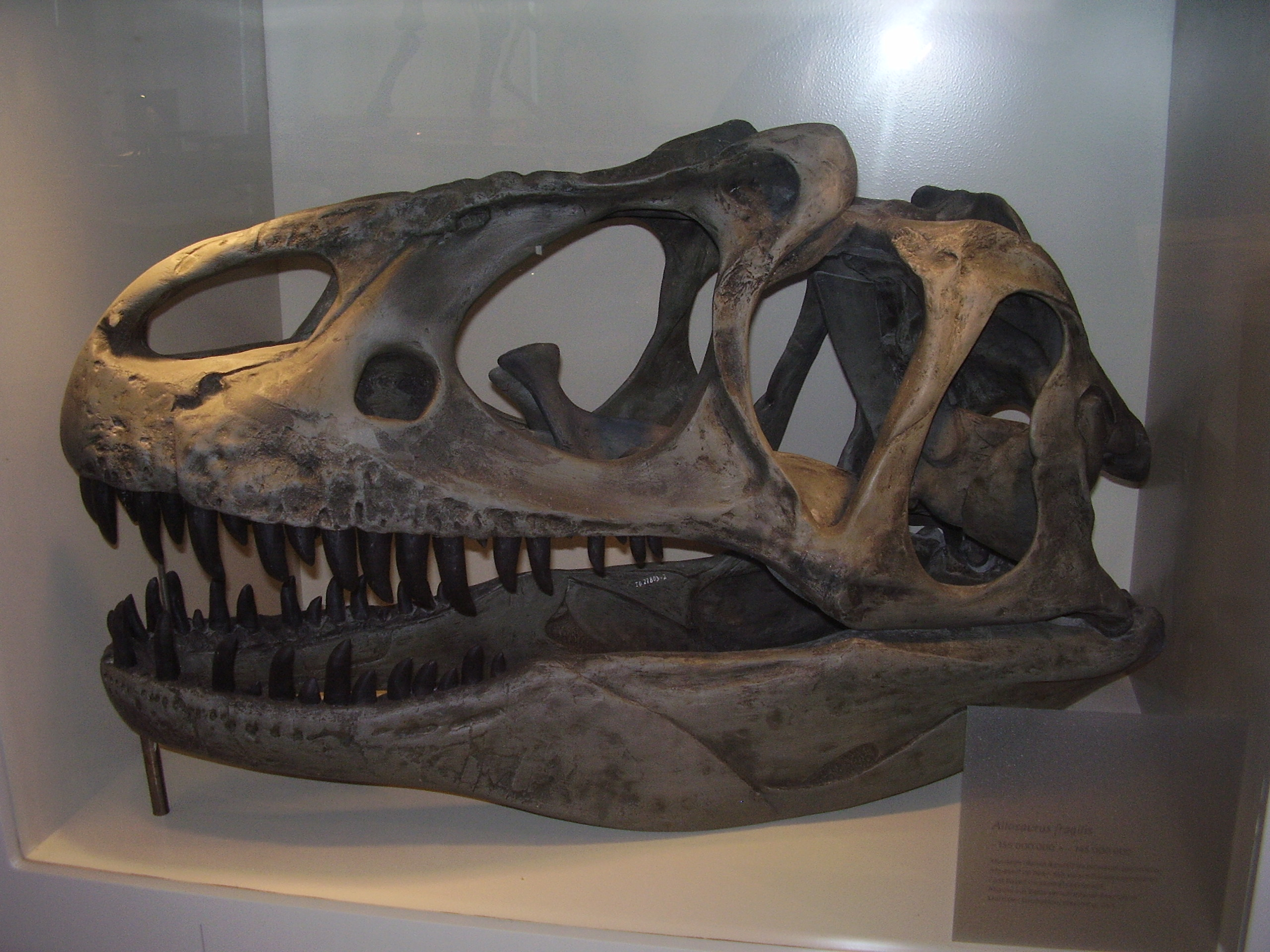
Lebka alosaura, zástupce čeledi.

Alosauridi byli poměrně velcí až obří draví dinosauři, živící se primárně aktivním lovem. Podle některých hypotéz však například zástupci rodu Allosaurus mohli být převážně mrchožrouti, živící se početnými zdechlinami sauropodů a dalších býložravých dinosaurů.

## Zařazení
Tato čeleď spadá do nadčeledi Allosauroidea, tedy mezi relativně vyspělé dravé teropody střední až obří velikosti. V současnosti zahrnuje několik rodů a druhů velkých teropodů, zejména samotného rodu Allosaurus. Některé rody velkých rozměrů - Epanterias, Edmarka nebo Saurophaganax, mohou ve skutečnosti představovat jen velké exempláře rodu Allosaurus.